# Ōfunato (Iwate)
Ōfunato (大船渡市 Ōfunato-shi?) es una ciudad localizada en la prefectura de Iwate, Japón. En octubre de 2019 tenía una población estimada de 35.535 habitantes y una densidad de población de 110 personas por km². Su área total es de 322,51 km².

## Geografía

### Localidades circundantes
- Prefectura de Iwate
  - Kamaishi
  - Rikuzentakata
  - Sumita

## Demografía
Según los datos del censo japonés, esta es la población de Ōfunato en los últimos años.
| 1995   | 2000   | 2005   | 2010   | 2015   |
| ------ | ------ | ------ | ------ | ------ |
| 46.277 | 45.160 | 43.331 | 40.737 | 38.058 |

## Relaciones internacionales

### Ciudades hermanadas
- Palos de la Frontera, España – desde el 12 de agosto de 1992